# Lac Wister
Le lac Wister est un lac artificiel (plus exactement un lac de barrage) des États-Unis situé dans l'État de l'Oklahoma.

## Histoire
Le lac a été formé après les travaux de construction d'un barrage dont la construction débuta en 1946 et se termina en 1949 à la confluence entre les rivières Fourche Maline et Poteau.

## Géographie
Le lac Wister est situé dans le massif des monts Sans Bois situé dans les montagnes Ouachita. Sa circonférence mesure 185 kilomètres.